# 20 Dywizjon Artylerii Rakietowej
20 dywizjon artylerii rakietowej (20 dar; od 1989 20 Dywizjon Artylerii Mieszanej) – pododdział artylerii rakietowej Wojska Polskiego istniejący w latach 1966–1995.
Dywizjon wchodził w skład 7 Łużyckiej Dywizji Desantowej, a potem w strukturze 7 Łużyckiej Brygady Obrony Wybrzeża. Stacjonował w Gdańsku. Znakiem rozpoznawczym jednostki był symbol kotwicy na jasnozielonym tle.

## Formowanie i zmiany organizacyjne
20 dywizjon artylerii rakietowej powstał w 1966 z wydzielonego dywizjonu wyrzutni BM-21 Grad poprzednio należących do 41 pułku artylerii lekkiej. Siedzibą jednostki stały się koszary przy ul. Grunwaldzkiej w Gdańsku-Wrzeszczu. Podstawowym środkiem bojowym jednostki były dwie baterie po dwa plutony ogniowe, każdy wyposażony w dwie wyrzutnie BM-21.
W 1986 roku, w wyniku reorganizacji 7 Łużyckiej Dywizji Desantowej w 7 Łużycką Brygadę Obrony Wybrzeża dywizjon został przemianowany na 20 Dywizjon Artylerii Mieszanej. W tym czasie został także przezbrojony: jedną z baterii wyrzutni BM-21 rozformowano, zaś w jej miejsce powstały dwie baterie haubic samobieżnych 2S1 Goździk o podwyższonej pływalności. W skład każdej z nich wchodziły po dwa plutony, każdy wyposażony w trzy haubice.
W wyniku rozformowania 7 Brygady, w 1995 roku jednostka przestała istnieć. Jej pozostałości wcielono do skadrowanej 1 Gdańskiej Brygady Obrony Terytorialnej.

## Struktura organizacyjna

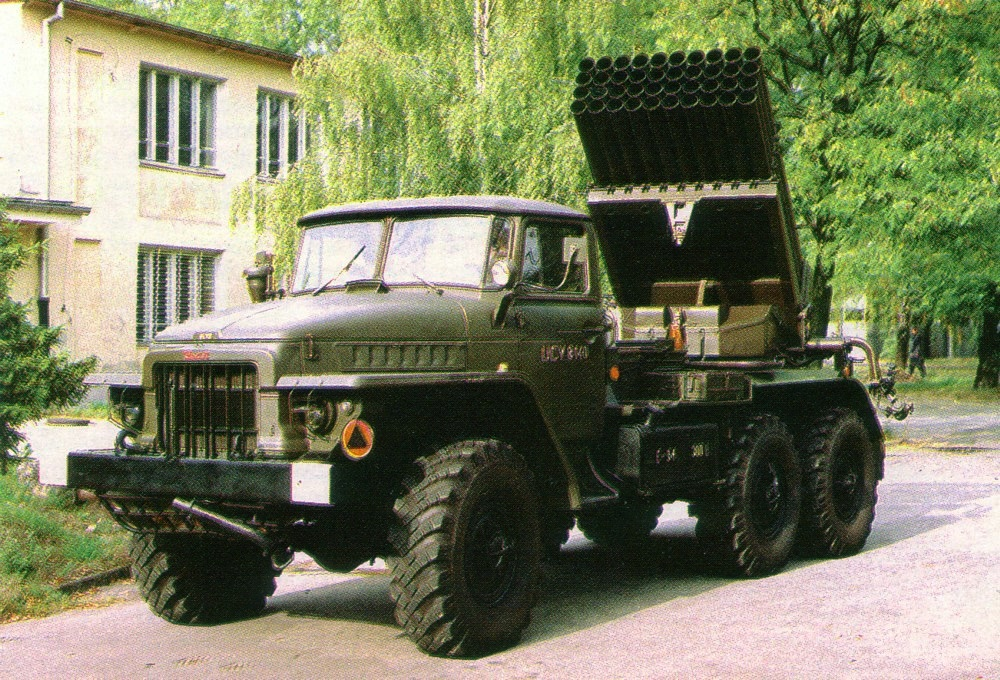
Wyrzutnia BM-21 w położeniu bojowym

### W latach 1966–1989
- Dowództwo i sztab
- pluton dowodzenia
- dwie baterie artylerii rakietowej
  - drużyna dowodzenia
  - dwa plutony ogniowe po dwie wyrzutnie BM 21
- pluton remontowy
- pluton gospodarczy

Razem 185–200 osób.

### W latach 1989–1995
- Dowództwo i sztab
- bateria dowodzenia
- dwie baterie artylerii samobieżnej
  - dwa plutony ogniowe po trzy haubice 2S1[4]
- bateria artylerii rakietowej
  - dwa plutony ogniowe po trzy wyrzutnie BM-21
- pluton remontowy
- pluton zaopatrzenia
- pluton medyczny

Razem w dam 257 osób, 12 haubic 2S1 i 6 wyrzutni BM-21.